# Антонич Богдан-Ігор Васильович
Богдан-Ігор Анто́нич (5 жовтня 1909, с. Новиця, Королівство Галичини та Володимирії, Австро-Угорщина — 6 липня 1937, Львів) — український поет, прозаїк, перекладач, літературознавець.
Через офіційну заборону ширше знаний лише з середини 1960-х; справив значний вплив на сучасну українську поезію; філософська лірика, релігійні, космічні мотиви, відгомін лемківського фольклору і язичницької символіки; впливи Омара Хаяма, Волта Вітмена; прозові твори; переклади; статті літературно-критичного і теоретико-літературного характерів.

## Життєпис
Народився на Лемківщині у родині греко-католицького священика Василя Антонича. Справжнє прізвище батька було Кіт, яке родина змінила перед народженням єдиного сина. Мати майбутнього письменника — Ольга Волошинович — походила із села Липовець Сяноцького повіту.
Початкову освіту майбутній поет здобував під наглядом приватної вчительки.
Коли у 1919 році Олександра Волошиновича — дядька Богдана-Ігоря — за заклик до об'єднання польської і словацької часток Лемківщини режим Ю. Пілсудського засудив заочно до кари смерті, родина Антоничів з десятилітнім сином проживала певний час на Пряшівщині у Межилабірцях і Михайлівцях.
Упродовж 1920–1928 навчався у гімназії гуманітарного типу імені Королеви Софії у Сяноку. «На цілу Лемківщину це була одинока гімназія, де вчили також і української» (Михайло Кудлик, однокласник Антонича). Тут викладали, зокрема, проф. Володимир Чайківський, проф. Лев Ґец. З першого і до останнього класу Антонич відзначався як найкращий учень.
Із середини 1920-х років батьки Богдана-Ігоря Антонича жили у селі Бортятин (тепер — Мостиського району Львівської області), де отець Василь був місцевим парохом. Б.-І. Антонич часто приїжджав сюди, тут написав низку своїх творів.
Протягом 1928–1933 років Антонич — студент Львівського університету ім. Яна Казимира, де навчався на філософському факультеті (спеціальність — польська філологія). Серед викладачів Антонича були літературознавці В. А. Брухнальський, Є. Кухарський, славіст В. Ташицький, філософ К. Твардовський, мовознавець Є. Курилович та ін. Антонич брав активну участь у роботі семінарів професорів Г. К. Ґертнера (польська мова), Ю. Кляйнера (польська література) та Я. Янова (українська мова та література), під їхнім керівництвом писав наукові роботи.
У 1934 році одержав диплом магістра філософії. Та навіть для високоосвіченого українця у тодішній Польщі державної роботи не було, тож поет заробляв пером. Друкував у журналах і газетах вірші, статті про літературу і мистецтво.

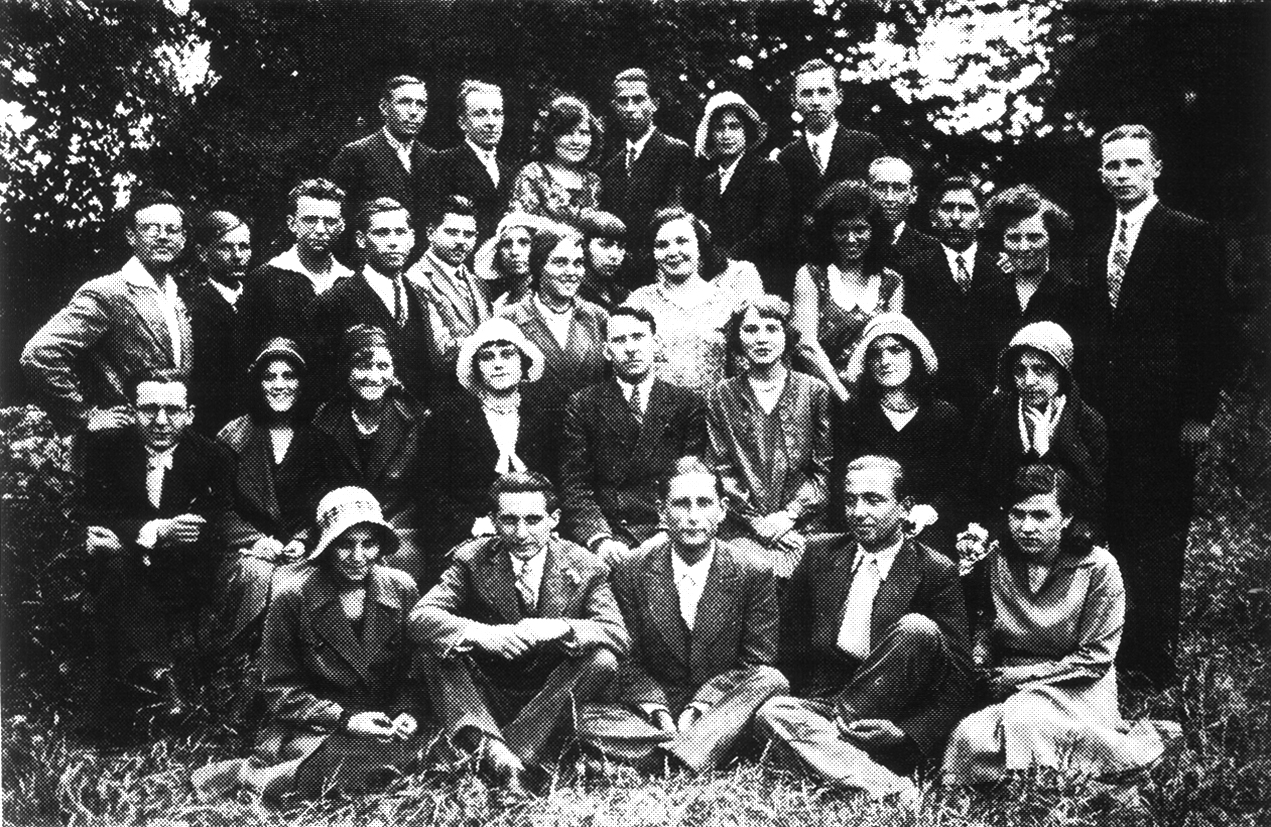
Гурток студентів-україністів у Львові, червень 1931 р. 2 ряд знизу, перший зліва — Богдан-Ігор Антонич, поряд — Ірина Пеленська, посередині — лектор Йосип Федорович Шемлей.

Ще під час навчання в університеті Антонич пристрасно включився у літературне та громадське життя Львова, був членом гуртка студентів-україністів при Науковій секції Товариства прихильників освіти, наполегливо почав вивчати нюанси української мови, вчитуючись не тільки в словники та граматично-лінгвістичні підручники, але також у твори поетів Радянської України.
Перший свій вірш поет опублікував 1931 року в пластовому журналі «Вогні». Потім він розміщував поезії у багатьох періодичних виданнях. Незважаючи на велику поетичну творчість і важкий процес засвоєння літературної мови, поет все-таки знаходив час на працю у інших жанрах та на публіцистику. Він виступав з доповідями про українську та чужу літератури; робив переклади; писав рецензії; публікував сатиричні фейлетони та пародії, у яких виявив гостру дотепність. Вів літературну хроніку у часописі «Дажбог».
Крім того, він випробовував свої сили у прозі та драматургії. Залишилася незакінчена новела «Три мандоліни» та великий фрагмент повісті, що мала називатися «На другому березі». Він склав лібрето до опери «Довбуш», що її мав написати Антін Рудницький.
Проводив редакторську діяльність, деякий час редагував журнал «Дажбог» і разом з Володимиром Гаврилюком журнал «Карби». Антонич також малював, грав на скрипці і компонував музику, мріяв бути композитором. Ці галузі мистецтва, особливо малярство, дуже сильно вплинули на його лірику.
За спогадами сучасників, був короткозорим, невисокого зросту, темне волосся зачісував наверх, одягався елегантно, по моді.
Помер Антонич на двадцять восьмому році життя. Після перенесеного апендициту та наступного запалення легень перевтомлене довгою і високою гарячкою серце не витримало. Похований у Львові на Янівському цвинтарі, поле № 4.

## Характеристика творчості
Уже у роки студентства Б.-І. Антонич стає відомим поетом. У 1931 р. у бібліотеці журналу «Дажбог» побачила світ перша збірка віршів — «Привітання життя», у якій молодий поет потужно заявив про себе як своєрідний новаторський талант; далі ще дві: «Три перстені» (1934) та «Книга Лева» (1936). По смерті Антонича з рукописної спадщини поета видано дві книжки — «Зелена Євангелія» (1938) та «Ротації» (1938). Перша присвячена темі єдності всього (живого й неживого) на Землі, друга — урбаністичній тематиці.
Творчість Б.-І. Антонича визначається міфософічним ставленням до природи, сповнена образами лемківського язичництва, філософським осмисленням біосу, закони якого «однакові для всіх», вражає розмаїттям несподіваних зорових, кольорових, та звукових образів, багатством несподіваних живописних і музичних асоціацій, художнім сприйняттям світу крізь призму музики. Вона знаменує вершинні здобутки світової модерної поезії.

## Визнання
Після приєднання Західної України до УРСР Антонич, як «аполітичний поет-містик», був заборонений. Усі матеріали зберігалися у спецфондах, доступу до яких не було, тому в Україні поет був невідомий. У 1963 р. у Польщі за ліберального уряду Товариство українців випускало українську газету «Наше слово», де публікувалися й вірші Антонича, саме з цієї газети представники львівської інтелігенції відкрили для себе творчість поета. У 1964 р. представники клубу творчої молоді «Пролісок» зробили літературний вечір Антонича, з якого почалось відкриття його поезії у підрадянській Україні. За межами УРСР першим упорядкував і видав зібрання творів Антонича «Перстені молодості» у 1966 р. Мікулаш Неврлий у Пряшеві. Наступне видання вийшло у 1967 році у Нью–Йорку під редакцією Святослава Гординського і Богдана Рубчака. У європейський контекст Антонича вперше ввів Александар Флакер із Хорватії. У компаративістській статті «Велика подорож» він досліджував мотив подорожі в польських, російських, сербських, хорватських поетів. Україніст Орест Зілинський із Праги перший поставив питання про «другу дійсність» поезії Антонича, порушив проблему поета як міфотворця. Так Антонич увійшов у свідомість як поет європейського формату. Творчість Антонича справила значний вплив на українську поезію другої половини ХХ ст. Його вірші перекладені багатьма мовами.
Б.- І.Антонич збагатив українську літературу монументальними образами космосу, океанічних стихій, картинами, у яких поєднані реалістичні й фантастичні мотиви, філософською лірикою, прославлянням матерії і слова, законів біосу й мистецтва, які спільно творять людину. Творчість Антонича суголосна з поезією В. Вітмена, Е. Верхарна, П. Тичини. «Сонячна» гуманність, оригінальна художня система, багатозначна метафора ставлять поезію Антонича на світовий рівень поетичного мистецтва.

## Вшанування
У 1989 році на будинку на вул. Городоцькій, 50 у Львові, де він мешкав, установлено меморіальну таблицю. Того ж року, за ініціативи голови Львівської спілки письменників Романа Лубківського у рідному селі Новиця на Лемківщині встановлено та урочисто відкрито пам'ятний знак поетові.
28 жовтня 2009 року Національним банком України введено до обігу пам'ятну монету на честь Богдана-Ігора Антонича номіналом 2 гривні.
20 листопада 2016 року на вул. Городоцькій, у сквері навпроти будинку, де мешкав Богдан-Ігор Антонич, за сприяння Львівської міської ради відбулася церемонія відкриття пам'ятника Богдану-Ігорю Антоничу. Пам'ятник виконаний за проєктом скульптора Володимира Одрехівського та архітекторів Дениса Белюха, Олександри Лібич, Олександра Матушкова. Львівський пам'ятник Богдану-Ігореві Антоничу став першим пам'ятником поетові в Україні.
Його іменем названий Комплекс загальноосвітніх шкіл № 4 у м. Лігниця, до складу якого входять IV загальноосвітній ліцей з українською мовою навчання та початкова школа № 5.
У Львові в будинку на вул. Остроградських, 1 міститься Львівська загальноосвітня санаторна школа-інтернат № 1 I—III ступенів ім. Б. - І. Антонича.
На початку 2018 року у «Видавництві Старого Лева» вийшла друком нова абетка-енциклопедія «Антонич від А до Я» за редакцією Данила Ільницького, Людмили та Володимира Стецьковичів. Презентація книги відбулася 1 лютого того ж року у книгарні «Є», що на Хрещатику в Києві.
Художник Володимир Ласовський у 1939 році створив портрет Богдана-Ігоря Антонича.
У місті Львові на пошану Богдана-Ігоря Антонича названо вулицю, а у місті Києві — провулок. Також вулиця Антонича є в містах Городок, Калуш, Трускавець, Чортків.

## Цікаві факти
- Юрій Андрухович згадує пана Антонича у своєму романі «Дванадцять обручів», де зображає його як антисоціальну особу: він п'є горілку, ходить по борделях та є коханцем дружини померлого брата своєї матері. Андрухович пише роман, базуючись на «спогадах Ярослава Курдидика». Насправді це вигадана письменником історія, яка не має жодного стосунку до Антонича. Микола Ільницький пояснює такий опис як літературну провокацію з боку Андруховича з метою епатажу[10].
- Володимир Ласовський у статті «Два обличчя Антонича» описує характер поета: «Він ішов увечері і притулявся до стін, щоб нікого не зачепити. Але як митець, як художник був дуже принциповий і не відступав від своїх поглядів»[10].
- Поезію Антонича «Народився Бог на санях» виконують як відому колядку, яку на музику поклав український бандурист Василь Жданкін[11].

## Галерея

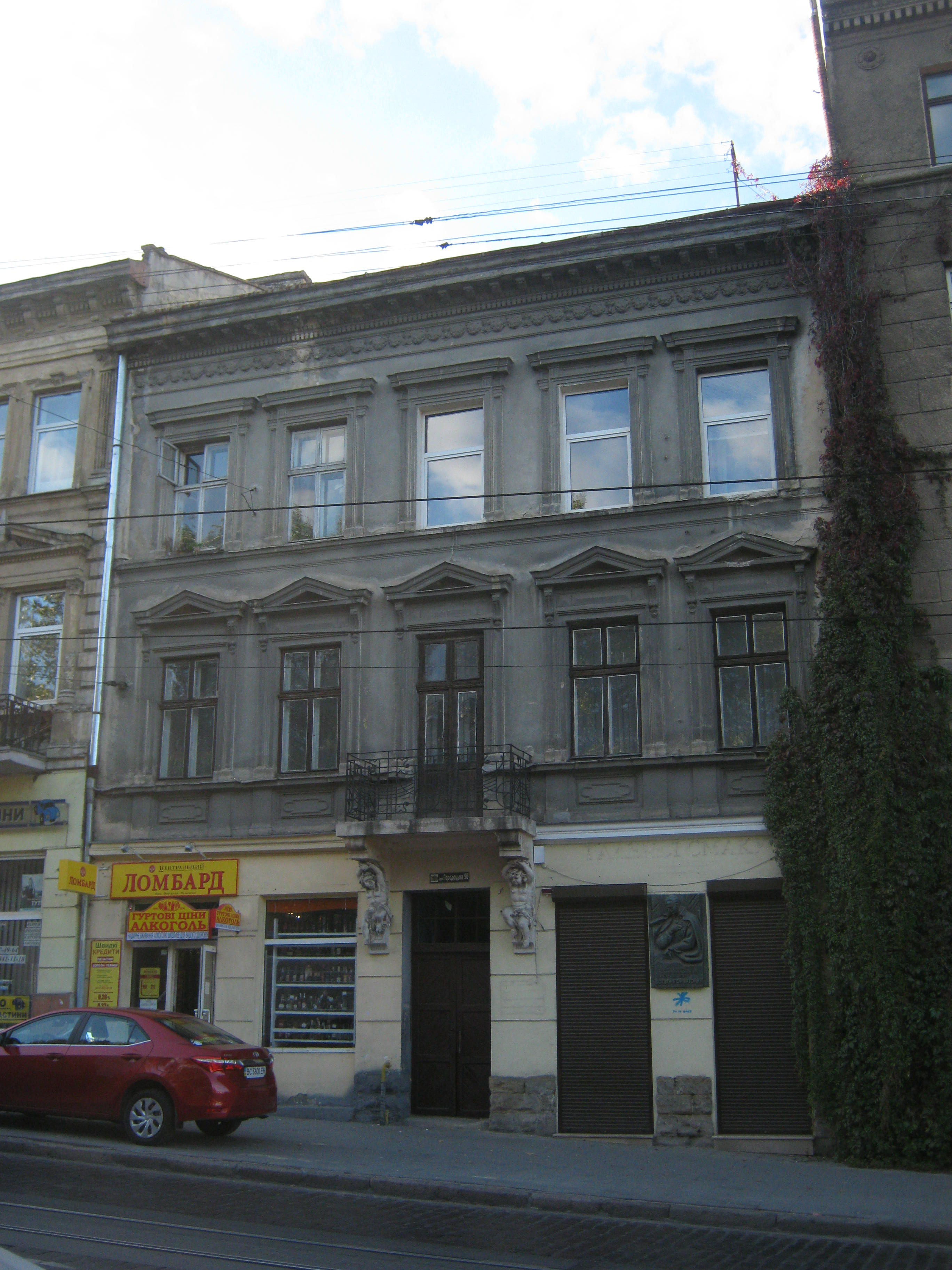
Будинок у Львові на вул. Городоцька, 50, де мешкав поет із 1928 до 1937 р.р.
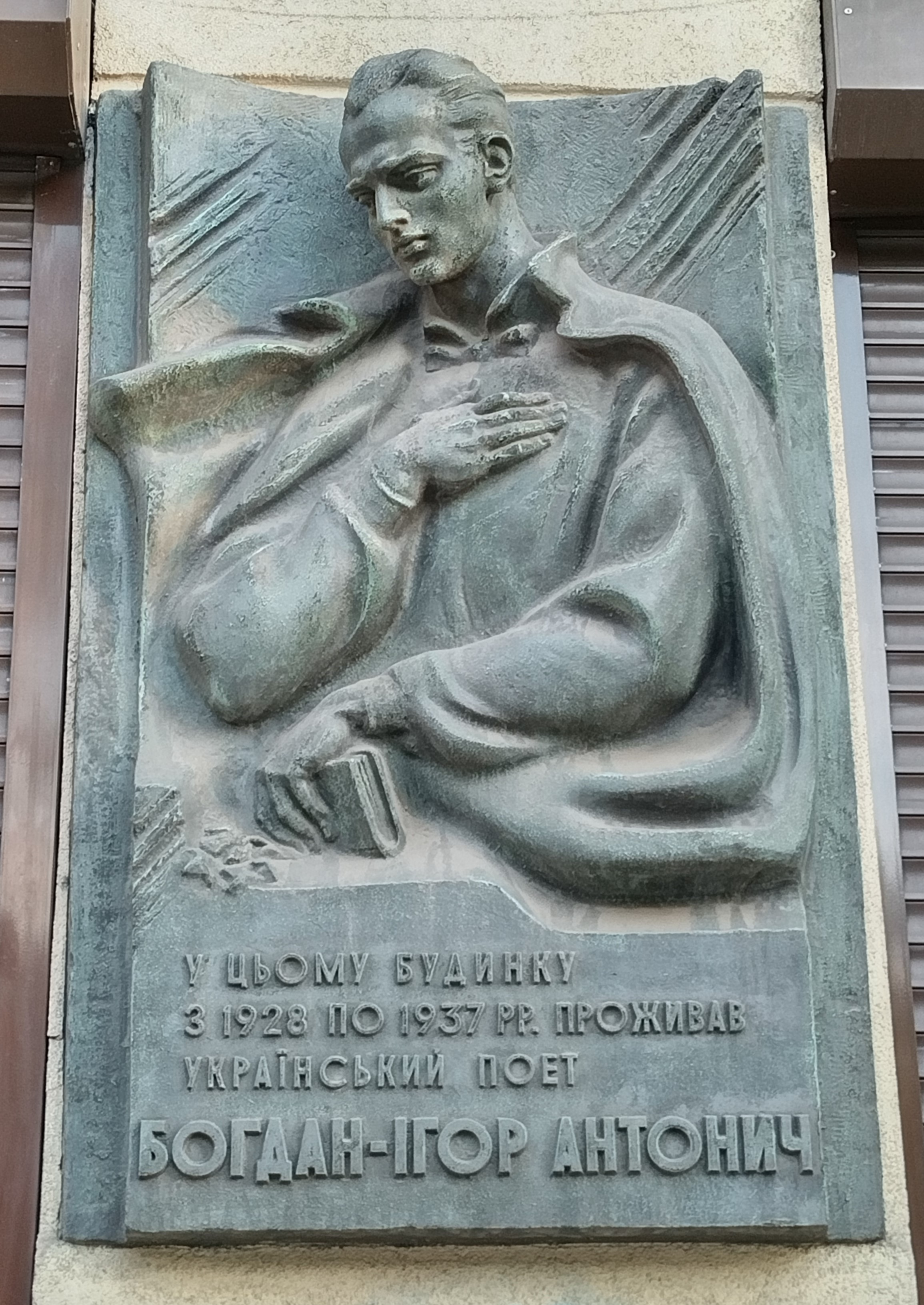
Меморіальна дошка на вул. Городоцька, 50 у Львові
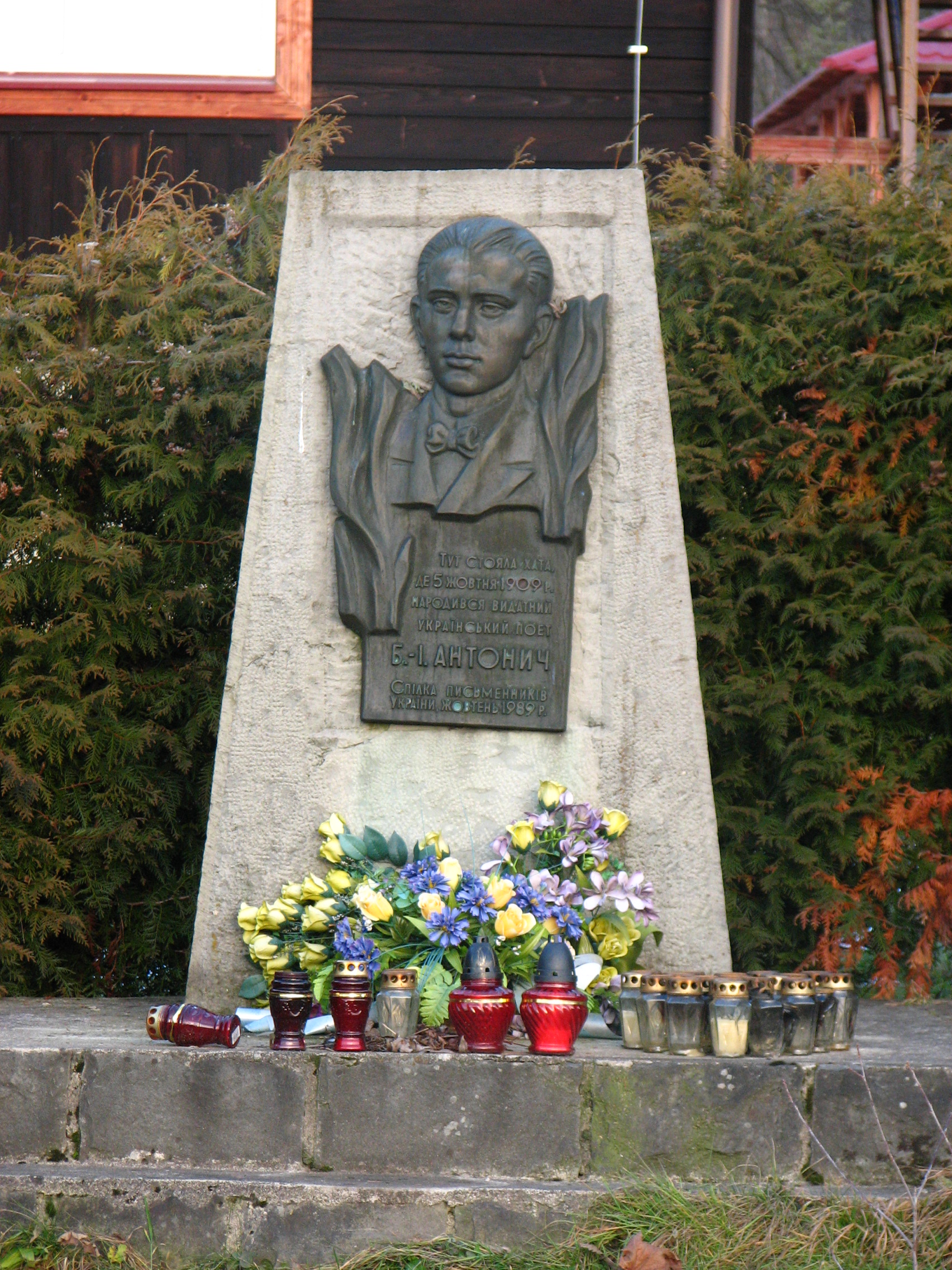
Пам'ятний знак на батьківщині поета в с. Новиця
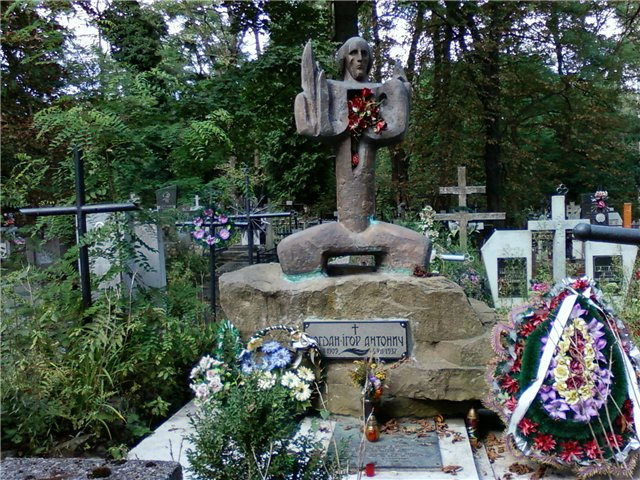
Надгробок Богдан-Ігору Антоничу на 4 полі Янівського цвинтаря у Львові
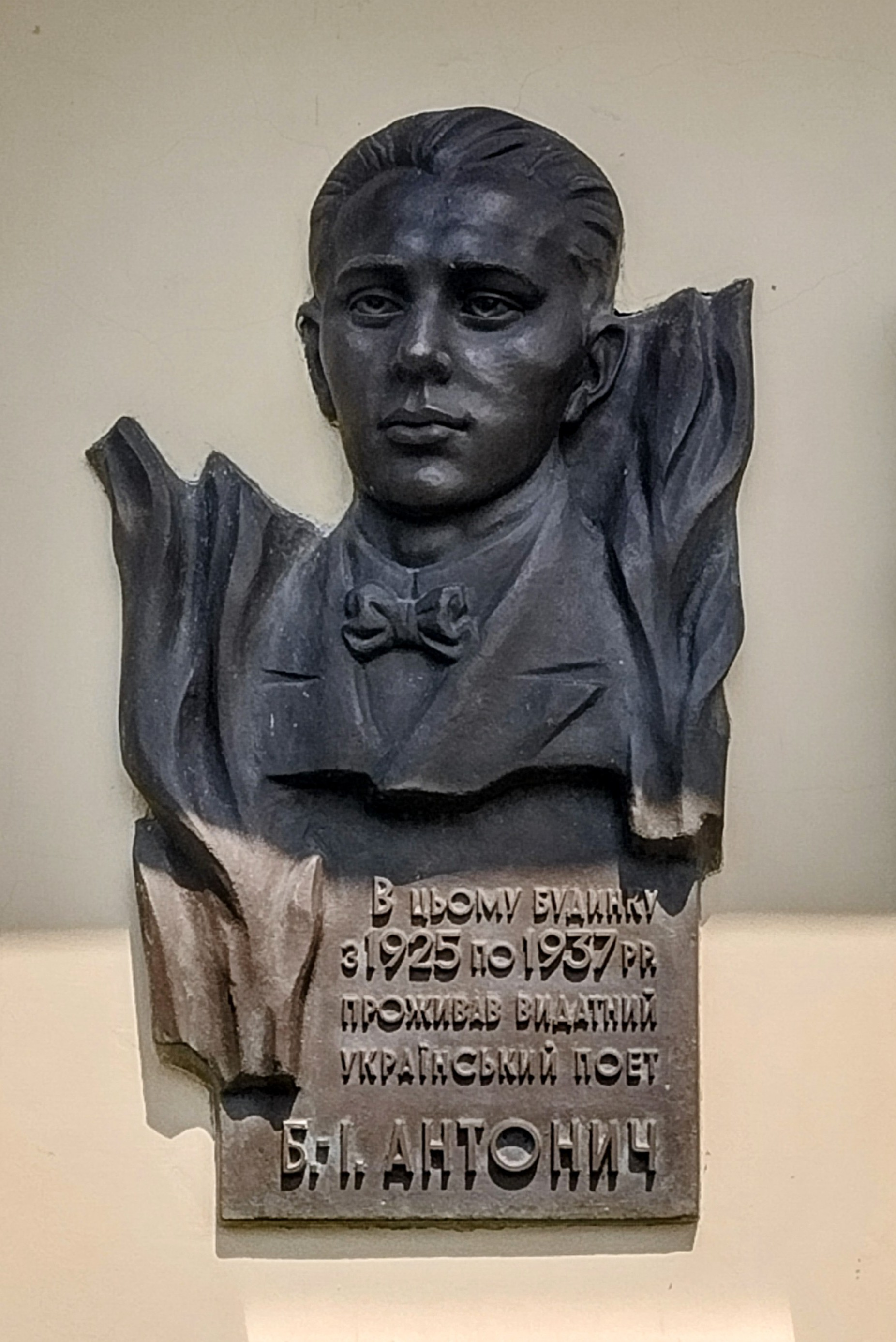
Меморіальна дошка Б.-І. Антоничу на фасаді будівлі музею-садиби у с. Бортятин

## Творча спадщина

### Поетичні твори
- Привітання життя: книжка поезій. Львів, 1931;
- Велика гармонія (збірка друкувалась 1932-33 рр. у періодиці; повністю надрукована 1967 р.);
- Три перстені: поеми й лірика. Львів, 1934;
- Книга Лева. Львів, 1936;
- Зелена Євангелія. Посмертне видання. Львів, 1938;
- Ротації. Посмертне видання. Львів, 1938;
- Низка поезій поза збірками;
- Поетичні переклади (Ашіль Мільєн, Владислав Белза, Ярослав Врхліцький, Густав Фальке, Райнер Марія Рільке).

### Прозові твори
- На другому березі (незакінчений роман);
- Політик (сатиричний гротеск);
- Три мандоліни (новела);
- Окремі твори у фрагментах.

### Літературно-критичні статті
- Національне мистецтво
- Між змістом і формою
- Становище поета
- Як розуміти поезію
- Сто червінців божевілля

### Лібрето
- Лібрето опери «Довбуш» (у двох редакціях);

### Видання творів
- Антонич Б. І. Перстені молодості: До тридцятиліття від смерті поета (1909—1937) / Підгот. текстів, упоряд., приміт. та критико-біогр. нарис М. Неверлі. — Пряшів: Слов. пед. вид-во в Братіславі. Відділ укр. літератури в Пряшеві, 1966. — 371 с.
- Антонич Б. І. Зібрані твори [Архівовано 17 травня 2021 у Wayback Machine.] / Зредагували С. Гординський і Б. Рубчак. — Нью-Йорк, Вінніпеґ: Слово. Об'єднання Українських Письменників в Екзилі, 1967. — 400 с.
- Антонич Б.-І. Пісня про незнищенність матерії: Поезії / Упоряд., вступ. стаття і примітки Д. Павличка. — Київ: Рад. письменник, 1967. — 451 с.
- Антонич Б.-І. Поезії [Архівовано 17 травня 2021 у Wayback Machine.] / Редкол.: В. В. Біленко та ін.; Вступ ст. М. М. Ільницького; Упорядкування, примітки і словник Д. В. Павличка. — Київ: Рад. письменник, 1989. — 454 с. — (Б-ка поета).
- Антонич Б.-І. Твори / Ред.-упоряд. М. Москаленко; упоряд. Л. Головата; авт. передм. М. Новикова. — Київ: Дніпро, 1998. — 591 с.
- Антонич Б.-І. Велика гармонія: (Модерністична поезія XX ст.): Для ст. шк. віку / Упоряд., передм., прим. Д. В. Павличка; [Худож. оформ. М. С. Пшінки, А. О. Лівня]. Фронтиспіс О. Л. Кульчицької. — Київ: Веселка, 2003. — 350 с. — (Шкільна бібліотека).
- Антонич Б. І. Три перстені / Передмова М. Ільницького; Упорядкування, підготовка текстів, наукове та літературне редагування, пошук архівних матеріалів Д. Ільницького; Художнє оформлення, макет, комп'ютерна верстка, художнє фото та фотокопіювання архівних матеріалів Р. Романишин та А. Лесіва. — Львів: Літопис, 2008. — 128 с.
- Антонич Б. І. Повне зібрання творів / Передмова М. Ільницького; Упорядкування і коментарі Д. Ільницького. — Львів: Літопис, 2009. — 968 с. + 32 с.
- Антонич Б. І. Вибрані твори / Упорядник Д. Ільницький; Передмова Д. Ільницького та І. Старовойт. — Київ: Смолоскип, 2012. — 872 с.
- Антонич Б. І. Чаргород / Укл. Н. Бабалик, О. Галета, Є. Гулевич, З. Рибчинська; живопис О. Рибчинського. — Львів: Видавництво Старого Лева, 2013. — 112 с.
- Антонич Б.-І. В. (1907—1936). На другому березі / Богдан-Ігор Антонич; [післямова Т. М. Панасенко]. — Х.: Фоліо, 2012. — 285 с. — (Шкільна бібліотека української та світової літератури, ISBN 978-966-03-5461-6). — Зміст: роман: На другому березі (фрагменти) ; поезії: зі зб.: «Привітання життя» ; «Три перстені» ; «Книга Лева» ; «Зелена Євангелія» ; «Ротації». — 2 000 пр. — ISBN 978-966-03-5995-6

### Переклади поетичних творів Б.І.Антонича
- Bohdan Antonych. Square of Angels [Архівовано 14 червня 2021 у Wayback Machine.]. Selected poems. Ann Arbor, 1977.
- Антонич Б. І. Три перстені. Зелена євангелія: Поезії / Пер. З. Й. Левицького; Худож. оформл. Б. Р. Пікулицького. — Львів: Каменяр, 1994. — 271 с. — Укр., рос.
- Антонич Б.-І. Знак Лева / Упоряд. і вступ. стаття М. М. Ільницького; Худож. Л. В. Прийма. — Львів: Каменяр, 1998. — 253 с.: іл. — Укр. і пол.
- Антонич Б. І. [Поезії] // Сто років юності: Антологія української поезії XX ст. в англомовних перекладах / Упоряд. О. Лучук і М. Найдан. — Львів: Літопис, 2000. — С. 262—271.
- Антонич Б.-І. Велика гармонія / Пер. з укр., передм. від перекладача і приміт. М. Найдана. — Львів: Літопис, 2007. — 118 с. — Укр. і англ. мовою.